# Hydroplán

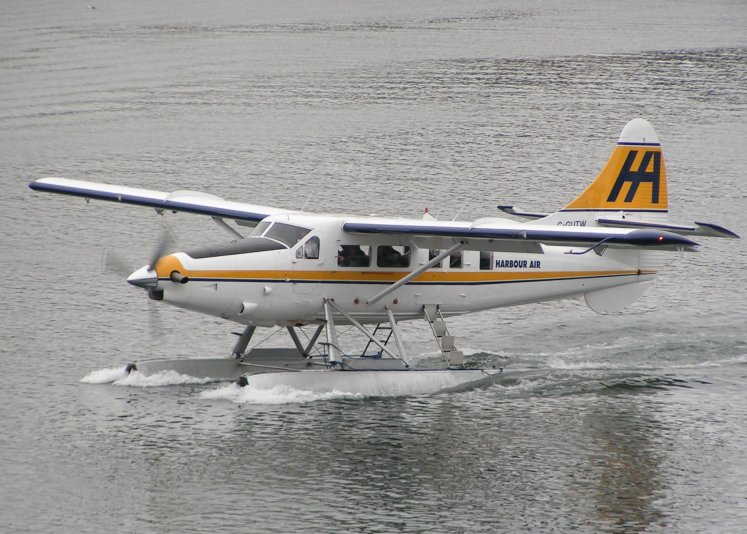
Plovákový letoun DeHavilland Single Otter

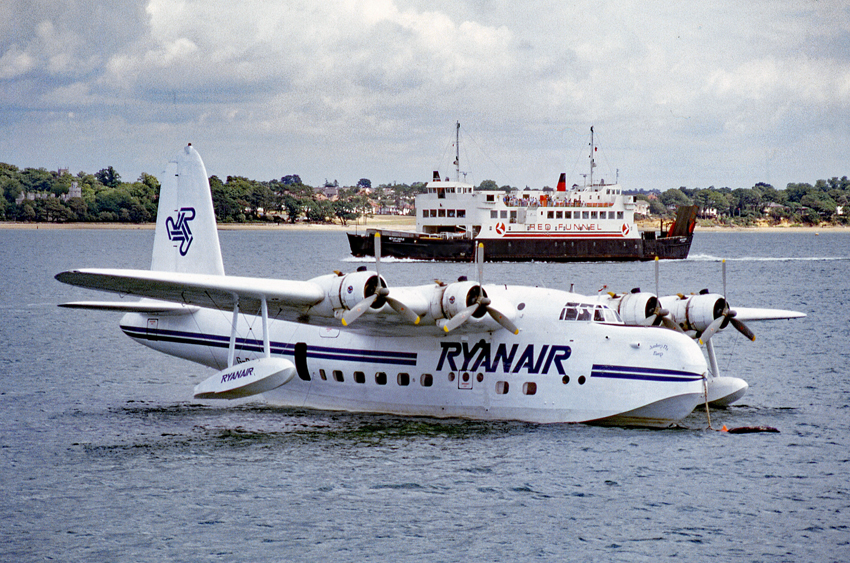
Létající člun Short Sandringham

Hydroplán je letoun (letadlo) uzpůsobený k přistání a vzletu na vodní hladině. Je buď opatřen velkými plováky, nebo je jeho trup přímo postaven jako člun, v takovém případě se také nazývá létající člun. Hydroplánu obou typů, který je navíc vybaven podvozkem (zpravidla zatahovacím) a může přistávat a vzlétat jak ze země tak z vody, se říká obojživelné letadlo nebo také amfibické letadlo (amfibie).
Plováky či trup mají obvykle na zadní spodní straně jeden nebo více výrazných „stupňů“, které usnadňují odpoutání letounu od vodní hladiny při startu. Naopak z pohledu aerodynamických vlastností letounu se jedná o problematické prvky.
Hydroplány byly vyvíjeny především v období mezi světovými válkami. Dnes se užívají jen pro speciální účely (hasicí a záchranářská letadla, malá dopravní letadla do vodních oblastí).